# Eustrotia glycera
Eustrotia glycera là một loài bướm đêm trong họ Noctuidae.